# Accident du téléphérique Stresa-Alpino-Mottarone
L’accident du téléphérique Stresa-Alpino-Mottarone est survenu le dimanche 23 mai 2021 lorsqu'une cabine de téléphérique est tombée après la rupture du câble tracteur de la ligne de téléphérique Stresa-Alpino-Mottarone à 300 mètres du sommet du Mottarone, près du lac Majeur dans le nord de l'Italie. Quatorze personnes sont tuées et un enfant est gravement blessé. Le téléphérique reliait la ville de Stresa au sommet du Mottarone quand il a chuté dans une zone boisée, selon le corps national de secours alpin et spéléologique italien, qui dirige l'opération de sauvetage. C'est la catastrophe la plus meurtrière de téléphérique en Italie depuis la catastrophe du téléphérique de Cavalese en 1998.

## Contexte
Le téléphérique avait été fermé pour des travaux d'entretien entre 2014 et 2016.
Les médias rapportent que le téléphérique n'a pas été exploité [Depuis quand ?] jusqu'au samedi 22 avril 2021, en raison des mesures liées à la Covid-19. La veille de l'accident, le téléphérique est mis à l'arrêt une trentaine de minutes en raison de problèmes techniques.

## Déroulement
Le désastre s'est produit, vers 12 h 30, lorsque le câble tracteur s'est désolidarisé de la cabine à environ 10 mètres de la gare d'arrivée. Non retenue par les freins de chariot, qui étaient neutralisés en position ouverte par un crochet spécial, la cabine a dévalé la travée de 480 mètres (en roulant sur son câble) et a été éjectée lors du passage du pylône (effet tremplin) avant de s'écraser en contrebas de celui-ci.
Sur les images diffusées dans les médias, voici la configuration finale :
- Les câbles porteurs sont restés en place sur leurs appuis
- Le câble tracteur est complètement détendu du côté de la voie opposée
- Le câble fin que l'on voit encore sur les pylônes est le câble de la nacelle de sauvetage, intact.

La cabine, non retenue par les freins, a rapidement reculé, le long des câbles porteurs, jusqu'au pylône où elle s'est décrochée pour chuter d'environ quinze ou vingt mètres, dévalant ensuite la pente sur une cinquantaine de mètres avant d'être arrêtée, toujours dans la pente, par les premiers arbres de la forêt de résineux bordant le périmètre d'exploitation du téléphérique.
Des randonneurs ont rapporté avoir entendu un fort sifflement peu de temps avant l'accident, vraisemblablement causé par la rupture d'au moins un câble. Les images télévisées montrent le câble de traction, le plus mince, cassé et encore suspendu au pylône.
Certaines victimes ont été éjectées au cours de la chute.

## Enquête
Le 26 mai 2021, la procureure Olimpia Bossi annonce qu'à la suite de leurs interrogatoires, le dirigeant de la société, Luigi Nerini, le directeur, Gabriele Tadini, et le chef opérationnel, Enrico Perocchio, reconnaissent avoir eu connaissance du dysfonctionnement de la cabine. L’équipe de maintenance n’ayant pas résolu le problème, ou seulement en partie, il avait été convenu que le frein d’urgence serait désactivé au moyen d'une fourchette (pièce rouge métallique conçue en ce but) pour éviter de probables perturbations de l'activité du téléphérique. Ils savaient que la cabine circulait sans frein d’urgence depuis le 26 avril 2021, jour de la réouverture après des mois de fermeture de l’installation en raison de la pandémie de covid-19. Les trois dirigeants ont été arrêtés à la suite de leurs aveux.

## Bilan
Treize personnes sont mortes sur les lieux de l'accident, tandis que deux enfants de 9 et 5 ans sont gravement blessés et transportés par avion vers un hôpital pédiatrique de Turin. Plus tard, l'un des enfants meurt d'un arrêt cardiaque, portant le nombre de morts à 14. Les victimes ont été identifiées comme huit citoyens italiens, dont trois étaient de Vedano Olona, deux de Varèse, deux de Bari et un de Cosenza ; un homme de nationalité iranienne et une famille de cinq ressortissants israéliens.
| Victime                       | Nationalité | Date de naissance | Âge |
| ----------------------------- | ----------- | ----------------- | --- |
| Tal Peleg Biran               | Israël      | 13 août 1994      | 26  |
| Amit Biran                    | Israël      | 2 février 1991    | 30  |
| Tom Biran                     | Israël      | 16 mars 2019      | 2   |
| Barbara Konisky Cohen         | Israël      | 11 février 1950   | 71  |
| Itshak Cohen                  | Israël      | 17 novembre 1939  | 81  |
| Mohammadreza Shahaisavandi    | Iran        | 25 juin 1988      | 32  |
| Serena Cosentino              | Italie      | 4 mai 1994        | 27  |
| Silvia Malnati                | Italie      | 7 juillet 1994    | 26  |
| Alessandro Merlo              | Italie      | 13 avril 1992     | 29  |
| Vittorio Zorloni              | Italie      | 8 septembre 1966  | 54  |
| Elisabetta Personini          | Italie      | 9 juillet 1983    | 37  |
| Mattia Zorloni                | Italie      | 9 août 2015       | 5   |
| Angelo Vito Gasparro          | Italie      | 24 avril 1976     | 45  |
| Roberta Pistolato in Gasparro | Italie      | 23 mai 1981       | 40  |

L'accident est la catastrophe la plus meurtrière de téléphérique en Italie depuis celle du téléphérique de Cavalese en 1998. C'est également la cinquième catastrophe de téléphérique la plus meurtrière  dans l'histoire, dépassée seulement par :
- la catastrophe du téléphérique de Cavalese en 1976 qui entraîne 43 morts ;
- l'accident de tramway aérien de Tbilissi (en) en 1990, qui fait 20 morts ;
- la catastrophe du téléphérique de Cavalese en 1998, 20 morts ;
- l'accident similaire[8] du téléphérique du pic de Bure en 1999, 20 morts.

Le téléphérique est, depuis, définitivement fermé.

## Réactions
Le président du Conseil des ministres italien Mario Draghi déclare à la suite de la catastrophe : « J'ai appris avec une profonde tristesse la nouvelle du tragique accident du téléphérique Stresa-Mottarone. J'exprime les condoléances de tout le gouvernement aux familles des victimes, avec une pensée spéciale pour les enfants gravement blessés et leurs familles. »[réf. nécessaire]
Marcella Severino, la maire de Stresa, déclare à la chaîne nationale Rai : « Nous sommes dévastés, dans la douleur. »[réf. nécessaire]